# Agios Pavlos (Zypern)
Agios Pavlos (griechisch Άγιος Παύλος) ist eine Gemeinde im Bezirk Limassol in Zypern. Bei der Volkszählung im Jahr 2021 hatte sie 119 Einwohner.

## Lage und Umgebung

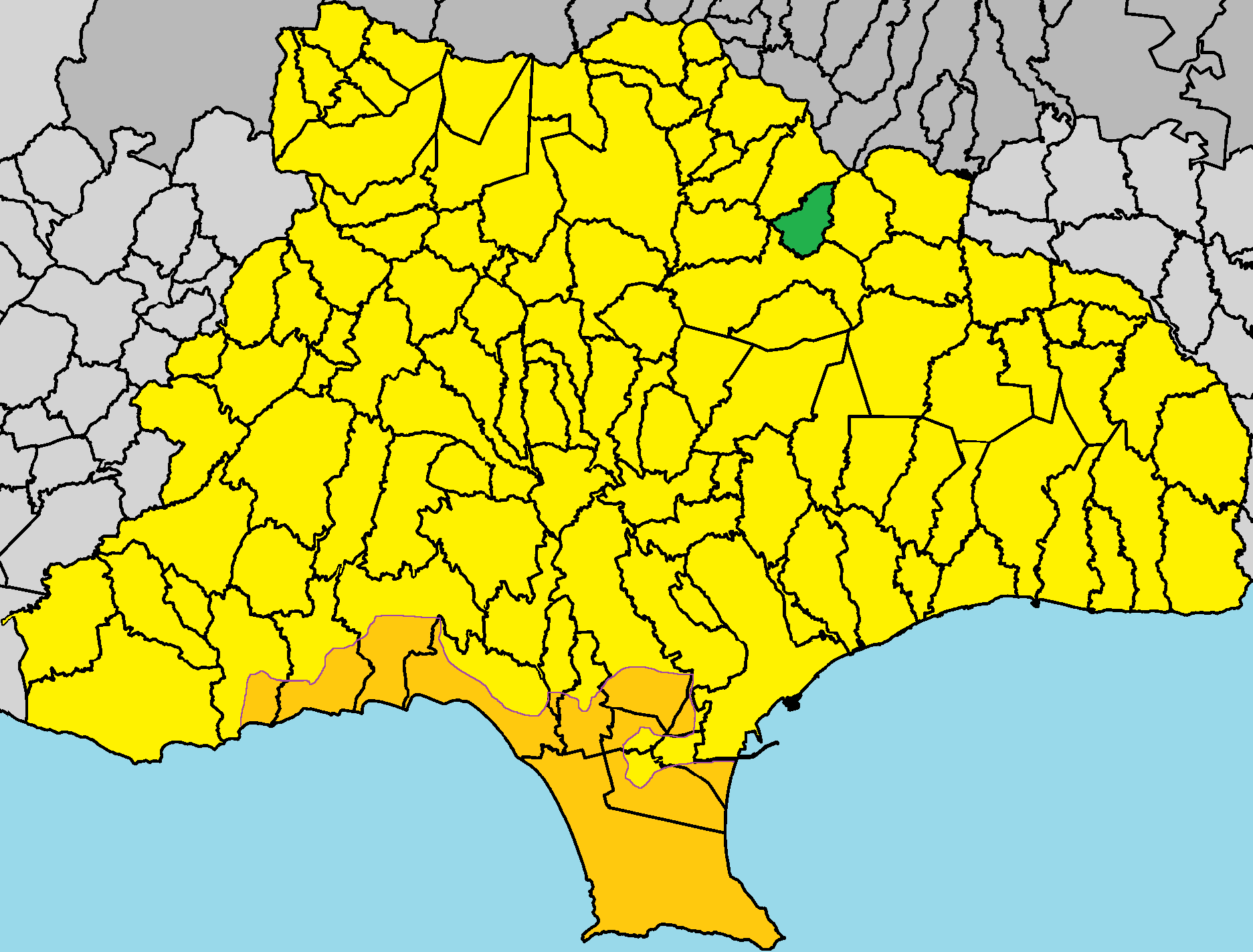
Lage im Bezirk Limassol

Agios Pavlos liegt in der Mitte der Insel Zypern auf 690 Metern Höhe, etwa 42 km südwestlich der Hauptstadt Nikosia, 18 km nördlich von Limassol und 51 km westlich von Larnaka.
Der Ort befindet sich etwa 19 km vom Mittelmeer entfernt im Inselinneren im südlichen Troodos-Gebirge. Die Kirche innerhalb des Dorfs stammt aus dem 17. bis 18. Jahrhundert. Das Dorf liegt an einer Seitenstraße, nördlich von der Regionalstraße F129 von Kalo Chorio nach Arakapas und Eptagonia.
Orte in der Umgebung sind Agios Theodoros im Norden, Agios Konstantinos im Osten, Arakapas und Dierona im Südosten, Louvaras im Süden, Kalo Chorio im Südwesten sowie Zoopigi im Westen.

## Bevölkerungsentwicklung
Die folgende Tabelle zeigt die Bevölkerung des Dorfes, wie sie in den in Zypern durchgeführten Volkszählungen erfasst wurde.
| Jahr      | 1881 | 1891 | 1901 | 1911 | 1921 | 1931 | 1946 | 1960 | 1976 | 1982 | 1992 | 2001 | 2011 | 2021 |
| Einwohner | 137  | 145  | 138  | 145  | 148  | 155  | 218  | 244  | 220  | 228  | 174  | 152  | 135  | 119  |